# John Meneses
Jhon Meneses (Zarzal, Valle del Cauca, Colombia; 5 de marzo de 1984) es un exfutbolista colombiano. Jugaba como portero. En la actualidad es el preparador de arqueras del América de Cali Femenino.

## Trayectoria
Nacido en Bugalagrande, Valle del Cauca 'Pluto' Meneses se formó en las divisiones menores del Deportivo Cali donde estuvo doce años, pasó por varias cesiones inicialmente al Córdoba Fútbol Club en 2008 y luego del traslado de ficha al Atlético de la Sabana en 2009; regresó al Deportivo Cali donde se mantuvo dos años sin tener continuidad, en el 2012 aceptó el llamado de la gente del Dépor FC, se fue con el objetivo de sumar minutos, su buen nivel demostrado con el tercer equipo caleño le sirvió para que el técnico Jhon Jairo López con quien compartió labores en Dépor lo invitara en 2014 a integrar el América.

## Clubes

### Como jugador
| Club                   | País                   | Año                    | PJ  |
| ---------------------- | ---------------------- | ---------------------- | --- |
| Deportivo Cali         | Colombia               | 2005 - 2007            | 3   |
| Córdoba F. C.          | Colombia               | 2008                   | 2   |
| Atlético de la Sabana  | Colombia               | 2009                   | 20  |
| Deportivo Cali         | Colombia               | 2010 - 2012            | 5   |
| Depor Aguablanca       | Colombia               | 2013                   | 35  |
| América de Cali        | Colombia               | 2014 - 2016            | 49  |
| Atlético de Cali       | Colombia               | 2016 - 2017            | 2   |
| Unión Magdalena        | Colombia               | 2017                   | 5   |
| América de Cali        | Colombia               | 2017 - 2018            | 4   |
| Total Partidos Jugados | Total Partidos Jugados | Total Partidos Jugados | 125 |

### Como prepador de arqueros
| Club            | País     | Año           | AT de:             |
| --------------- | -------- | ------------- | ------------------ |
| América de Cali | Colombia | 2021-presente | Juan Carlos Osorio |

## Palmarés

### Campeonatos nacionales
| Título              | Club            | País     | Año  |
| ------------------- | --------------- | -------- | ---- |
| Torneo Finalización | Deportivo Cali  | Colombia | 2005 |
| Copa Colombia       | Deportivo Cali  | Colombia | 2010 |
| Primera B           | América de Cali | Colombia | 2016 |